# Cameron Spalding
Cameron Spalding (* 20. März 2005) ist ein kanadischer Snowboarder. Er startet in den Disziplinen Slopestyle und Big Air.

## Werdegang
Spalding nahm in der Saison 2021/22 in Calgary erstmals am Snowboard-Weltcup teil, wobei er den neunten Platz im Slopestyle errang und wurde bei den Juniorenweltmeisterschaften 2022 in Leysin Fünfter im Big Air. Zudem gewann er dort die Goldmedaille im Slopestyle. In der Saison 2022/23 erreichte er in Calgary mit dem dritten Platz im Slopestyle seine erste Podestplatzierung im Weltcup und zum Saisonende den 11. Platz im Park & Pipe-Weltcup sowie den fünften Rang im Slopestyle-Weltcup. Bei den Juniorenweltmeisterschaften 2023 in Cardrona belegte er den achten Platz im Big Air und holte im Slopestyle die Silbermedaille. Zudem sprang er bei den Weltmeisterschaften 2023 in Bakuriani auf den 19. Platz im Slopestyle und auf den 16. Rang im Big Air. In der folgenden Saison kam er im Weltcup zweimal unter den ersten Zehn, darunter Platz drei im Slopestyle in Laax und errang damit den vierten Platz im Slopestyle-Weltcup. Zu Beginn der Saison 2024/25 holte er im Slopestyle in Cardrona seinen ersten Weltcupsieg. Im weiteren Saisonverlauf siegte er im Slopestyle in Laax und belegte zum Saisonende den sechsten Platz im Park & Pipe-Weltcup. Zudem gewann er den Slopestyle-Weltcup.

## Erfolge

### Snowboard-Weltmeisterschaften
- 2023 Bakuriani: 16. Platz Big Air, 19. Platz Slopestyle
- 2025 Engadin: 6. Platz Slopestyle, 23. Platz Big Air

### Weltcupsiege und Weltcup-Gesamtplatzierungen

#### Weltcupsiege
| Nr. | Datum             | Ort      | Disziplin  |
| --- | ----------------- | -------- | ---------- |
| 1.  | 2. September 2024 | Cardrona | Slopestyle |
| 2.  | 18. Januar 2025   | Laax     | Slopestyle |

#### Weltcup-Gesamtplatzierungen
| Saison  | Park & Pipe | Park & Pipe | Slopestyle | Slopestyle | Big Air | Big Air |
| Saison  | Punkte      | Platz       | Punkte     | Platz      | Punkte  | Platz   |
| ------- | ----------- | ----------- | ---------- | ---------- | ------- | ------- |
| 2021/22 | 83          | 39.         | 83         | 21.        | -       | -       |
| 2022/23 | 161         | 11.         | 125        | 5.         | 36      | 23.     |
| 2023/24 | 150         | 20.         | 112        | 4.         | 38      | 26.     |
| 2024/25 | 266         | 6.          | 230        | 1.         | 36      | 30.     |

### Juniorenweltmeisterschaften
- 2022 Leysin: 1. Platz Slopestyle, 5. Platz Big Air
- 2023 Cardrona: 2. Platz Slopestyle, 8. Platz Big Air